# Taschigatra bharataja
Taschigatra bharataja är en tvåvingeart som beskrevs av Mikhail B. Mostovski och Edmund A. Jarzembowski 2000. Taschigatra bharataja ingår i släktet Taschigatra och familjen snäppflugor. Inga underarter finns listade i Catalogue of Life.